# Heumen
Heumen és un municipi de la província de Gelderland, al centre-oest dels Països Baixos. L'1 de gener del 2009 tenia 16.675 habitants repartits sobre una superfície de 41,58 km² (dels quals 1,68 km² corresponen a aigua). Limita al nord amb Wijchen i Nimega, a l'est amb Groesbeek i al sud amb Grave (NB), Cuijk (NB) i Mook en Middelaar (L) 

## Centres de població
- Heumen
- Malden
- Molenhoek
- Nederasselt
- Overasselt

## Administració
El consistori consta de 17 membres, compost per:
- Pvda/GroenLinks 7 regidors
- Crida Demòcrata Cristiana, (CDA) 3 regidors
- Partit Popular per la Llibertat i la Democràcia, (VVD) 3 regidors
- Samen Verder, 2 regidors
- DGH, 2 regidors

## Galeria d'imatges

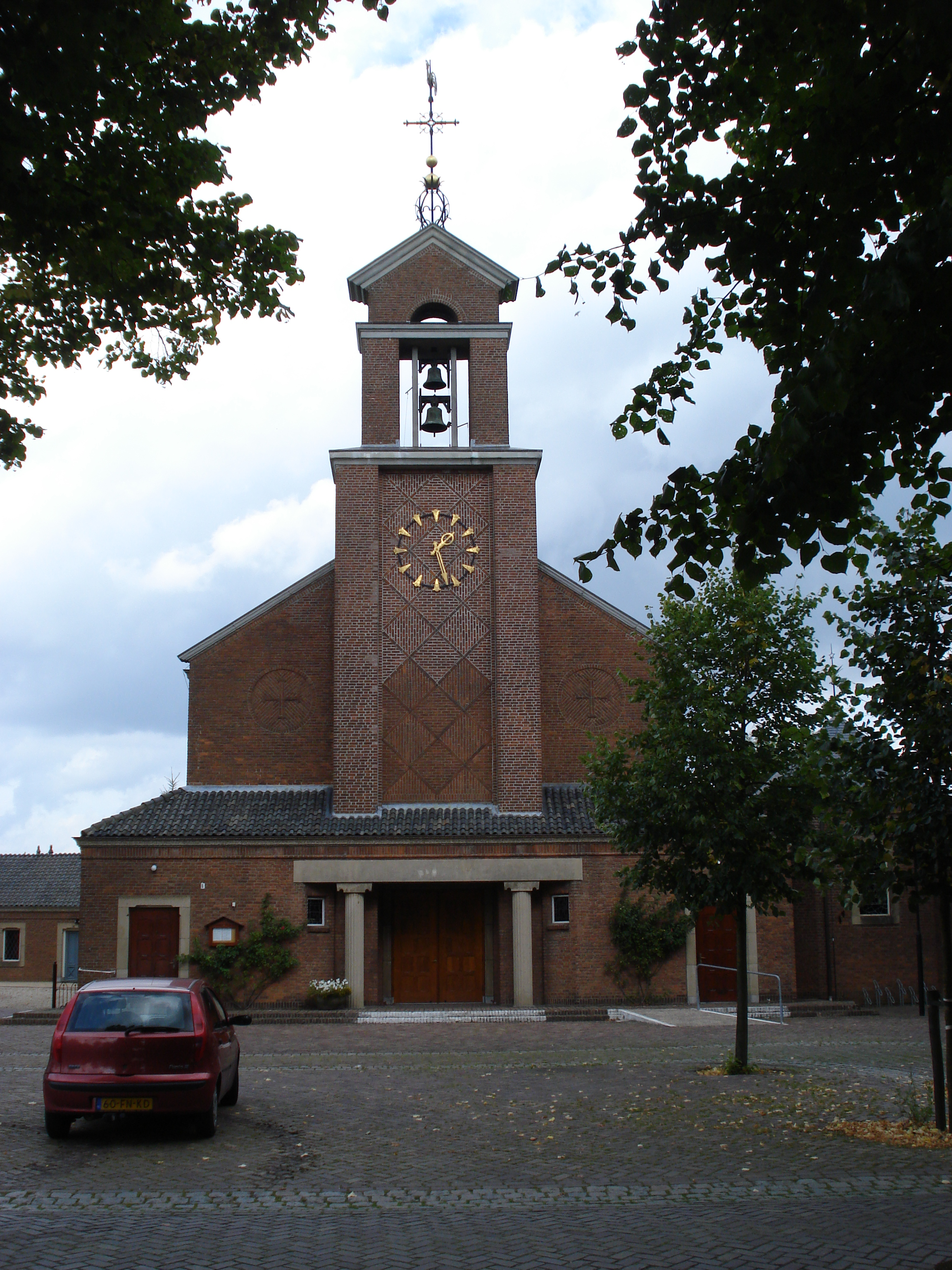
Església catòlica
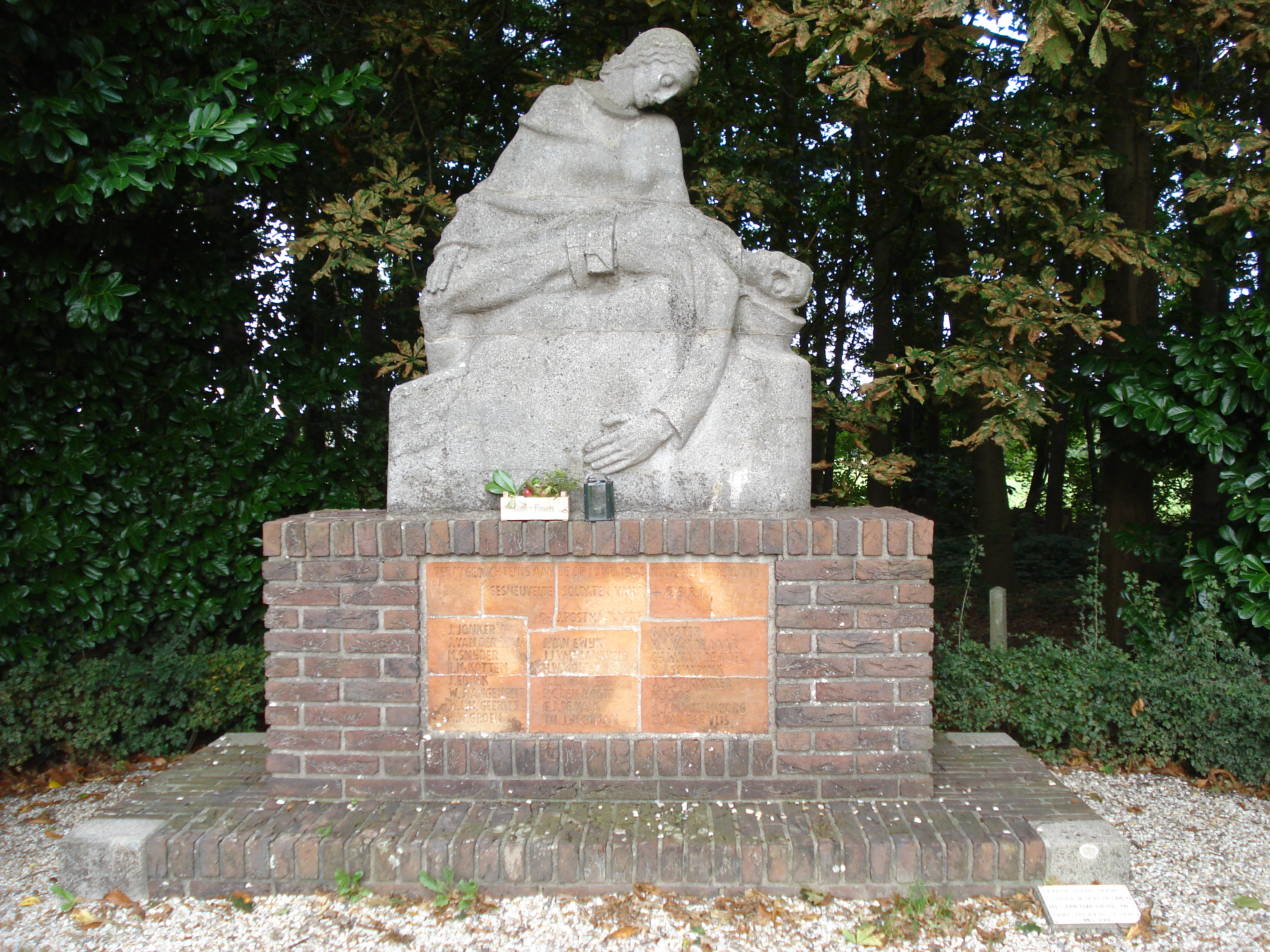
Monument als caiguts
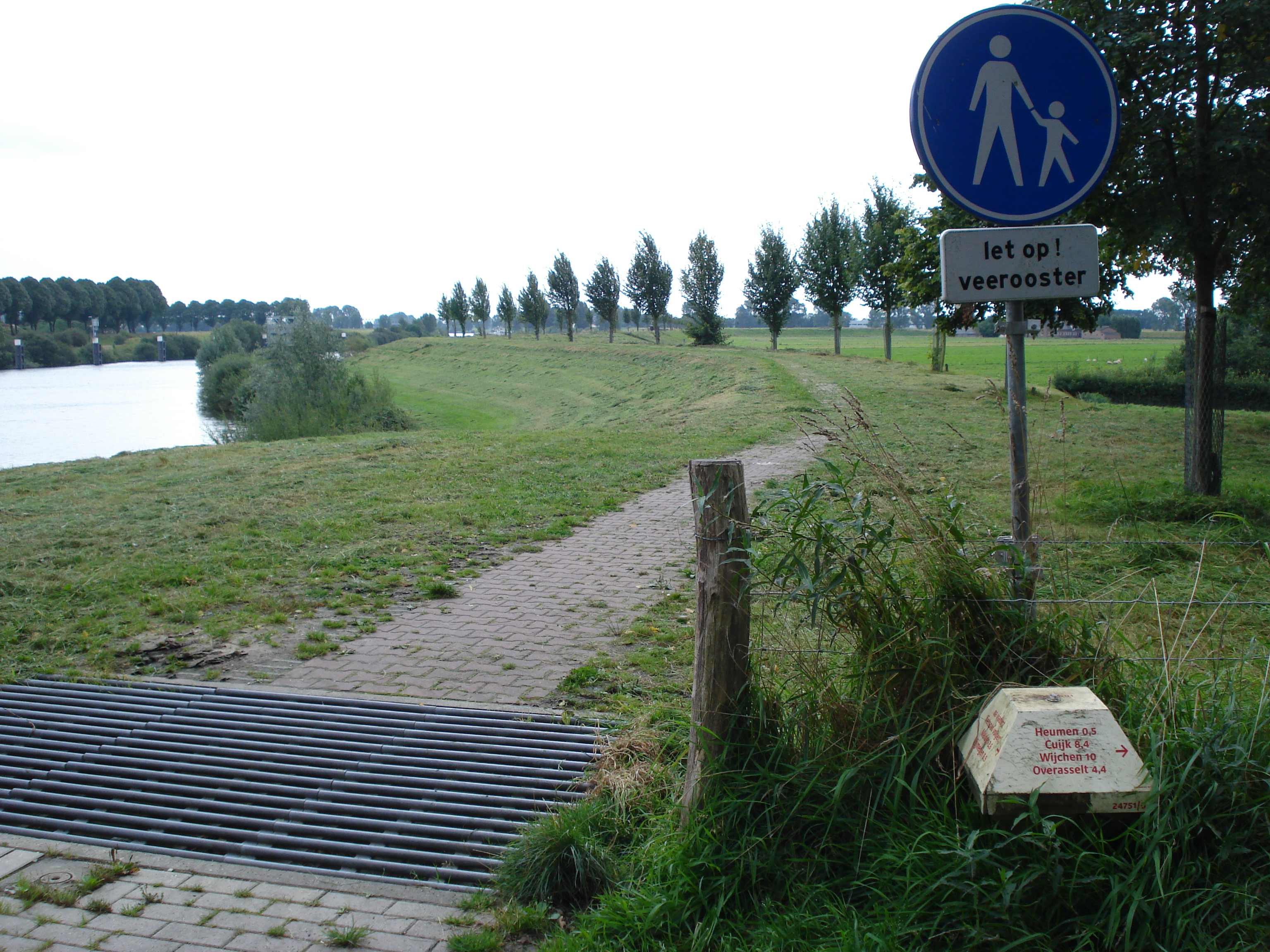
Dic de Maaswaalkanaal